# کاپا ذات‌الکرسی
کاپا ذات‌الکرسی یک ستاره است که در صورت فلکی  قرار دارد.